# Сезо
Сезо — пресноводное озеро на территории муниципального образования Матигорское Холмогорского района Архангельской области, в левобережье среднего течения реки Обокша, в 20 километрах к юго-западу от села Холмогоры. .

## Общие сведения
Площадь озера 8,6 км². Высота над уровнем моря — 37 м. Протяжённость озера 4 км, ширина достигает 3,2 км. Площадь водосбора составляет 106 км2.

## Описание
Озеро Сезо имеет округлую форму, береговая линия слабо изрезана. На западе впадает река Илокса. На северо-востоке соединено протокой с озером Сухое. На юго-востоке вытекает река Сеза, впадающая в Обокшу и относящаяся к бассейну Балого моря. Острова отсутствуют. Берега низкие, большей частью заболоченные, местами покрыты лесом. Промысловые избы на южном берегу.